# António Guedes de Amorim
António Guedes de Amorim (Sedielos, Peso da Régua, 26 de Outubro de 1901 — Lisboa, 11 de Março de 1979) foi um escritor e jornalista português.

## Biografia
Nasceu em Sedielos, Peso da Régua, em 1901 e começou por uma actividade comercial. Abandonou-a cedo para se entregar ao jornalismo, datando dos 18 anos a primeira colaboração. No seu autodidactismo, assimila um certo agnosticismo empírico, com uma simpatia especial por Karl Marx. Posteriormente converteu-se ao catolicismo.

## Obra
A sua obra reflecte a larga experiência do jornalista, tendo colaborado na revista Ilustração   (iniciada em 1926), no  Mundo Gráfico  (1940-1941), onde se encontram várias novelas da sua autoria, e ainda na Semana Portuguesa  (1933-1936). Insatisfeito na matéria, refugiou-se na religião; no estudo de S. Francisco de Assis encontra a tranquilidade, que o levou até à Palestina seguindo os passos de Cristo. Mostra-se especialmente um contista-novelista de interesse.
Ficção: Novela e conto
- Bailarina Negra, Morfina, A Mulher do Próximo;
- Escravos da Morte;
- Reabilitação;
- Anjos na Encruzilhada, contos;
- Almas sem Medo;
- Patamar;
- Os Barcos descem o Rio;
- Caminhos Fechados;
- A Cidade e o Sonho;
- A Máscara e o Destino;
- Janelas sobre o Passeio
- A Espada dos Arcanjos (1968)

Romance
- O Homem da Rua;
- Casa de Judas;

Biografia
- Francisco de Assis - Renovador da Humanidade (1960).

Viagens
- Jesus Passou por Aqui (1963 vencedor do prémio Cervantes);)